# حسين خانزادي
حسين خانزادي (1955مـ-نوبندكان فسا)(بالفارسية: حسین خانزادی) هو قائد عسكري إيراني وقائد القوة البحرية لجيش الجمهورية الإسلامية الإيرانية. تمّ تعيينه لهذا المنصب في 5 نوفمبر 2017 عبر حكم القائد العام للقوات المسلحة الإيرانية السيد علي خامنئي ليحل محلّ الأدميرال حبيب الله سياري.